# La Lettre froissée
La Lettre froissée est un roman policier d'Alice Quinn, paru en 2018. Il constitue le premier tome de la série Une enquête à la Belle Époque.

## Résumé
À Cannes, en 1884, Miss Gabriella Fletcher, aristocrate ruinée, devient la gouvernante de Filomena Giglio, femme aux mœurs plutôt dissolues qui accueille des célébrités comme l'écrivain Guy de Maupassant. Lorsqu'une jeune femme de chambre est assassinée, Philomena, Gabriella et Maupassant essaient de résoudre l'énigme.

## Sur le roman et la série
Alice Quinn plonge ses lecteurs dans le Cannes de la fin du XIXe siècle. Une ville qu'elle fait revivre, grâce à ses nombreuses recherches.
Alice Quinn s'est expliquée sur l'idée de la série : « Un jour pendant un atelier d’écriture avec des lycéens de ma ville nous parcourons les rues de Cannes à la recherche des traces de l’Histoire, des jours fastes de la Belle Époque. Voilà comment est née cette idée de trilogie. Deux femmes sortent de l’ombre du passé. Une prostituée. Une déclassée. Mes personnages. Elles se posent des questions. Comment se faire une place ? Elles sont toutes les deux, pour diverses raisons, off. Alexandre Dumas fils a inventé le terme : le demi-monde. Un endroit improbable, où l’on range les femmes qui ont perdu leur place. Un purgatoire. Et si elles rencontraient Maupassant ? Comme un météore il a lui aussi traversé Cannes en espérant y trouver un lieu où apaiser ses douleurs. »
Guy de Maupassant est un personnage important de l'histoire. On découvre comment son œuvre a été reçue à l'époque. Son roman Une vie a été interdit dans les gares car trop osé pour tomber entre les mains des demoiselles. Il y a aussi de nombreuses références à son roman Bel-Ami, en cours de correction.
Le roman a fait l'objet d'un concours d'écriture entre janvier et mars 2018. Il était demandé aux participants de rédiger une lettre d'amour qu'on n'oserait jamais envoyer.

## Édition
- Bernay : City Éditions, 01/2018, 412 p.  (ISBN 978-2-8246-1121-1) (BNF 45429234)

## Traduction
en anglais
- par Alexandra Maldwyn-Davies, sous le titre The Crumpled Letter (Belle Epoque Mystery Book 1). Seattle, WA : Amazon Book Crossing, 09/2018, 382 p.  (ISBN 9781503904361)
- Version audio lue par Elizabeth Knowelden. Brilliance, 09/2018. CD audio.  (ISBN 9781978628984) ; CD audio MP3  (ISBN 9781978628991).

## Œuvre annexe
- Divagations autour de "La Lettre froissée". Cannes : Alliage association, 12/2017, 145 p.  (ISBN 9782369100324) Pour écrire son roman La Lettre froissée, Alice Quinn a effectué des recherches dans les archives de la ville de Cannes. Cet ouvrage offre une promenade historique autour de son roman, sur les thèmes de la Riviera française, de Cannes, des courtisanes à la Belle-Époque et de Maupassant. Avec un chapitre consacré à la prostitution au XIXe siècle. L'ouvrage offre en plus une sélection de nouvelles de Maupassant dont Cannes est le décor, et une évocation de l'histoire de ses voiliers qui furent amarrés au port de Cannes.